# مری مرده
مری مرده یک فیلم اسلشر محصول ۲۰۰۷ از ۲۳۵ فیلمز با بازی دومینیک سواین در نقش کیم است.

## داستان
یک زن جوان و گروهی از دوستان مدرسه‌اش تعطیلات آخر هفته را در یک کلبه کنار دریاچه می‌روند تا خاطرات دوران دانشگاه خود را به یاد بیاورند، اما با یک روح شیطانی برخورد می‌کنند.

## بازیگران
- دومینیک سواین در نقش کیم
- جفرسون براون در نقش مت
- استیون مک‌کارتی در نقش برایس بیکر
- قلعه مگی در نقش لیلی
- مایکل ماژسکی در نقش داش
- ریگان پاسترناک در نقش امبر
- ماری ژوزه کولبرن در نقش حوا